# Étivey
Étivey é uma comuna francesa na região administrativa de Borgonha-Franco-Condado, no departamento de Yonne. Estende-se por uma área de 28,63 km². Em 2010 a comuna tinha 201 habitantes (densidade: 7 hab./km²).